# Aeroporto di Sofia

Plastico del nuovo Terminal 2 all'interno del Terminal 1

L'Aeroporto di Sofia "Vasil Levski" (IATA: SOF, ICAO: LBSF) (in bulgaro: Летище „Васил Левски“ София - Letište "Vasil Levski" Sofija) è l'aeroporto principale della Bulgaria; dista 6 km dal centro della città di Sofia. Dal 2025 è intitolato al rivoluzionario bulgaro Vasil Levski.
Nel corso del 2024 l'aeroporto ha avuto un traffico di oltre 7,9 milioni di passeggeri, in crescita del 9,9% su base annua. Al 2024, serve un totale di 76 destinazioni, nazionali ed internazionali.

## Terminal

### Terminal 1
Il Terminal 1 venne aperto nel 1937. Dopo essere ristrutturato, fu riaperto nel 2000. Adesso ospita i voli di alcune compagnie low-cost.

### Terminal 2

All'interno del Теrminal 2

Il Terminal 2 venne ufficialmente aperto il 27 dicembre 2006 con l'arrivo di un volo Bulgaria Air proveniente da Bruxelles. Fin dalla sua apertura, accoglie i voli delle compagnie tradizionali, nonché di alcune compagnie low-cost.

## Progetti futuri
La società concessionaria dell'aeroporto, SOF Connect, ha in programma la costruzione di un terzo terminal aeroportuale, che incrementerà a 20 milioni di passeggeri annui la capacità dell'aerostazione. La società attende il permesso di costruzione nell'aprile 2026, mentre l'apertura prevista è fissata al 2031. Il nuovo terminal avrà una superficie di oltre 65.000 metri quadrati e sarà collegato all'esistente Terminal 2.
All'inaugurazione del nuovo fabbricato, si prevede di chiudere al traffico passeggeri il piccolo e obsoleto Terminal 1, per dedicarlo ai voli executive e convertirlo in un training center volto a formare professionisti dell'aviazione.

## Collegamenti
Metro
Linea 4 da/a Terminal 2.
Autobus
Linee regolari di bus collegano i terminal dell'aeroporto con il centro della città e la cittadella universitaria in circa 15 minuti.
- Linea nº 84 (sabato e domenica);
- Linea nº 184 (ogni giorno).

Shuttle

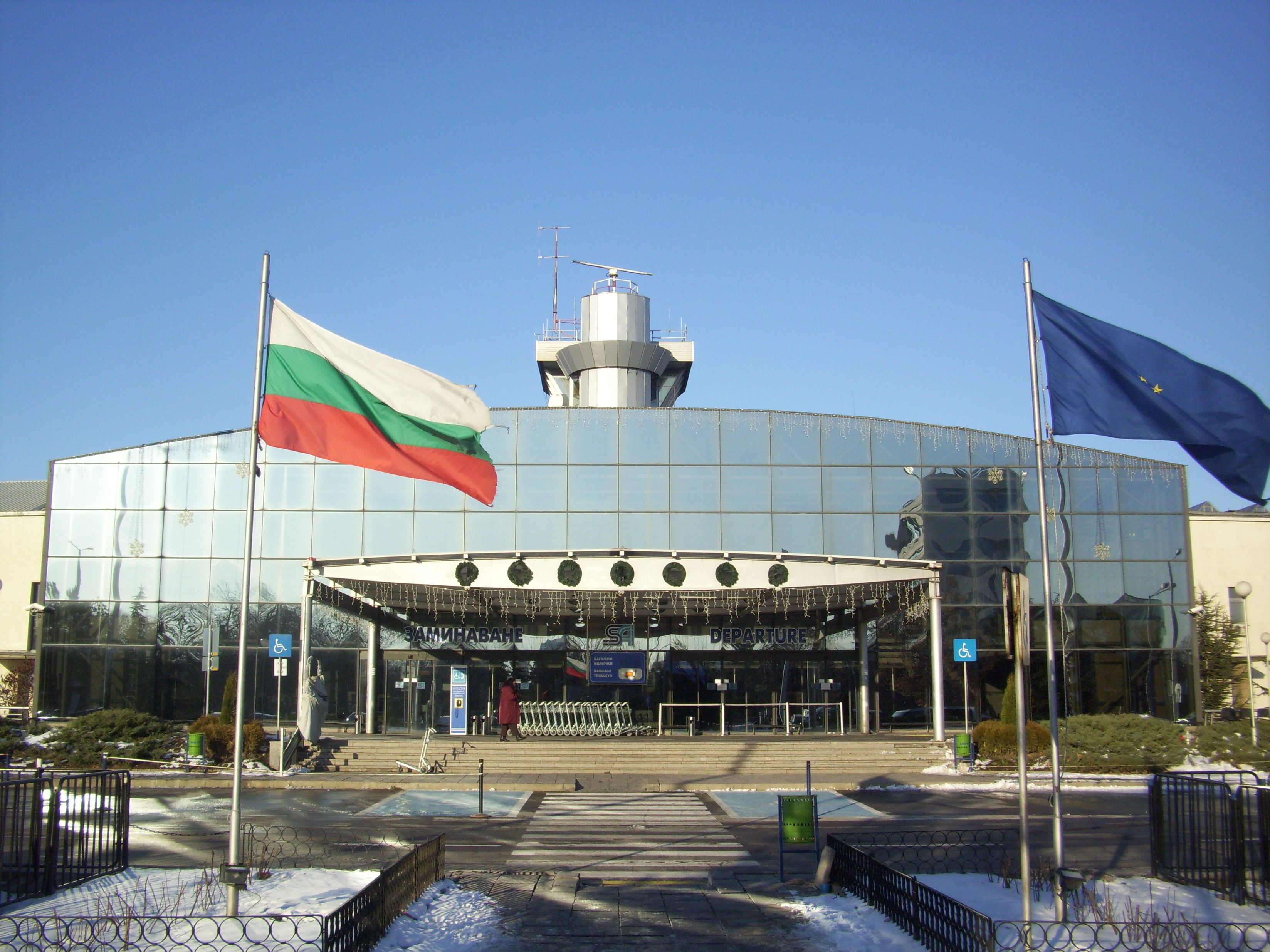
Esterno del terminal 1 dell'aeroporto di Sofia

Il servizio shuttle gratuito tra Terminal 1 e Terminal 2 è attivo 24 ore su 24, 7 giorni su 7. Dalle 08:00 alle 20:00 il servizio si effettua a intervalli di 20/30 minuti, mentre nelle ore notturne l'autobus passa ogni 40 minuti.
Taxi
Presso l'aeroporto è disponibile il servizio taxi.